# Grattacielo di piazza Matteotti
Il grattacielo di piazza Matteotti si trova a Livorno, a margine dell'omonima piazza, dove un tempo sorgeva la Barriera Maremmana. Con i suoi 96 metri è il palazzo più alto della città e ne domina lo skyline.

## Storia
Nella seconda metà degli anni cinquanta Giovanni Michelucci riceve dal Ministero del Tesoro l'incarico di progettare un complesso polifunzionale a Livorno: egli immagina sin dall'inizio un edificio a forte sviluppo verticale, riprendendo e sviluppando un tema già affrontato sin dall'immediato dopoguerra (case torri per la ricostruzione del centro di Firenze, casa di sette piani a lido d'Albaro, centro residenziale a Sanremo) ma mai concretizzatosi. A partire da questo momento egli realizza numerosi schizzi che dimostrano la ricchezza di soluzioni e varianti ipotizzate (con o senza piastra basamentale, differenziata articolazione degli aggetti, delle finestrature e dei balconi): la soluzione definitiva verrà finalmente adottata alla fine degli anni cinquanta.
La costruzione dell'opera, avviatasi agli esordi degli anni sessanta, indurrà Michelucci a variare il corpo della torre, concepita con dimensioni più slanciate ma ingrossata in fase costruttiva per meglio armonizzarsi con il circostante: il grattacielo, interamente in calcestruzzo armato, è finalmente concluso nel 1966.

## Descrizione
L'edificio, che si sviluppa su 26 piani fuori terra più terrazza alla sommità, è costituito da due diversi corpi: una piastra basamentale sormontata dalla torre vera e propria.
Il basamento, a pianta poligonale, presenta tre fronti principali, dei quali quello sulla piazza è diagonale mentre i due laterali sono allineati con i fronti stradali di via Montebello e Borgo Cappuccini (vedi Stradario di Livorno): tali fronti sono caratterizzati, al piano terra, da aperture vetrate sovrastate da mezzanino ed inquadrate da un rivestimento in marmo, ed ai quattro piani superiori, costituenti un corpo lievemente aggettante rispetto al sottostante, da una serie di finestre a nastro riquadrate dal paramento laterizio. Tale piastra basamentale, chiaramente differenziata sul fronte stradale, è invece integrata con il corpo torre negli articolati prospetti della corte interna, caratterizzati da aperture più contenute nelle dimensioni.
La torre presenta un'articolazione volumetrica molto più marcata, ritmata in cinque diversi corpi e sviluppata su 20 e 9 piani (per il corpo all'estremità occidentale), i cui fronti principali risultano allineati con quelli sottostanti della piastra.
Un percorso interno, caratterizzato da una galleria dell'altezza di due piani, collega i due fronti di via Montebello e Borgo Cappuccini: su di esso si affacciano il portone di accesso ai collegamenti verticali e numerose aperture e finestre.

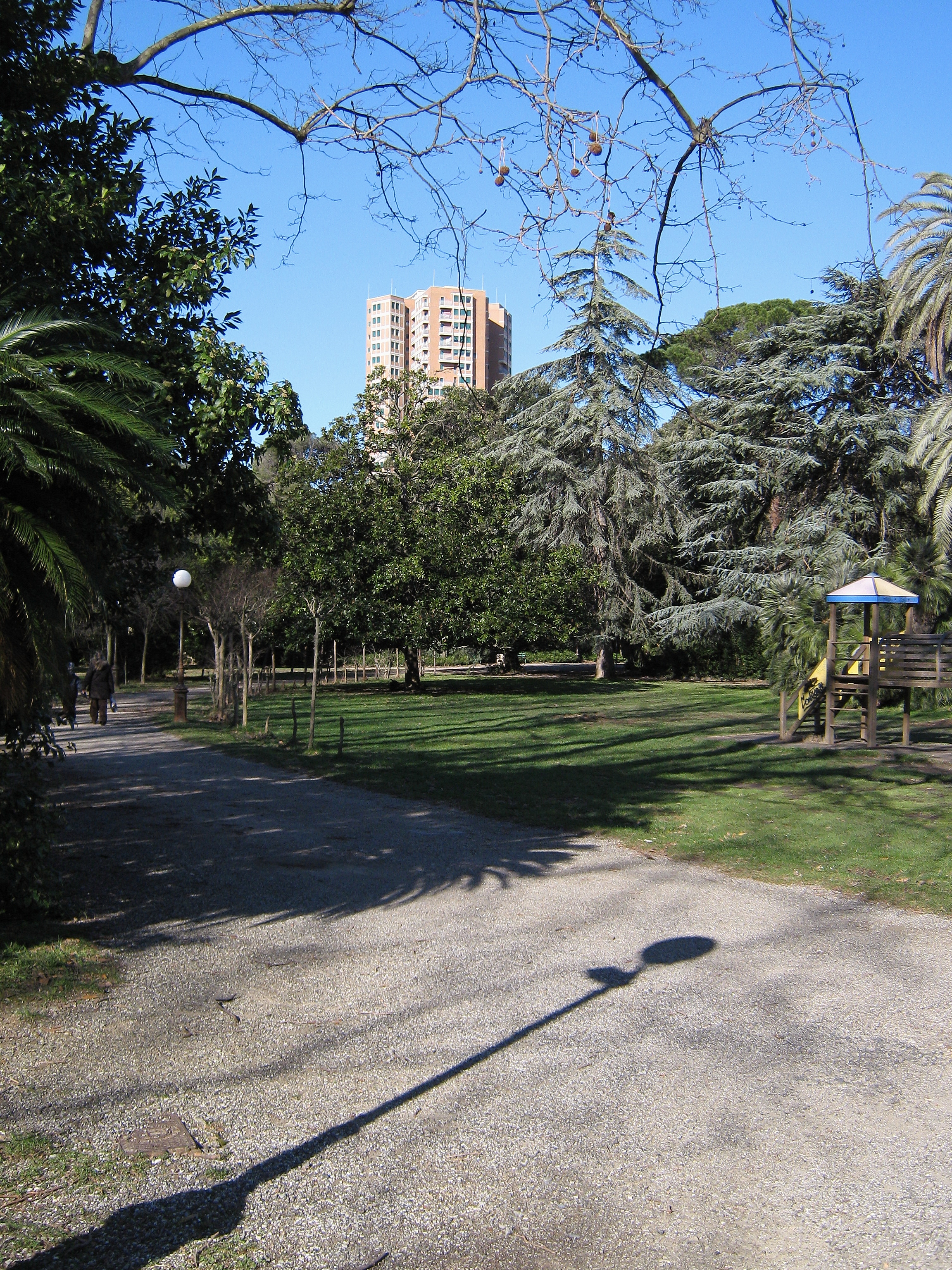
Il grattacielo visto dal parco di villa Fabbricotti

Il piano terra dell'edificio è occupato da attività commerciali e direzionali, mentre i rimanenti piani della piastra sono occupati da uffici. Il corpo della torre è invece interamente adibito a residenze, alle quali si accede dal grande atrio servito dalla galleria interna. Tali appartamenti, in numero di otto per piano, sono tutti differenziati per numero di vani.

## Architettura
Tra tutte le opere di Michelucci, questa è una delle meno conosciute ed indagate: tuttavia, come alcuni critici hanno giustamente sottolineato, essa avrebbe meritato più attenzione, non fosse altro perché svolge un tema che ha fornito poche occasioni ai maestri della architettura italiana, ovvero quello del grattacielo, introducendo soluzioni non prive di valore ed originalità, soprattutto se confrontate con la coeva Torre Velasca di Milano.
Per Polano la costruzione livornese sembra opporsi alle forme minimaliste tipiche dei grattacieli; per Rebecchini l'impianto michelucciano propone una composizione libera che rifiuta una visione statica e unidirezionale ; per Belluzzi il risultato formale è in aperta polemica con la purezza dei grattacieli International style; secondo Francesco Dal Co, il formidabile grattacielo di Livorno è un'occasione speculativa trasfigurata in un evento espressionistico a scala urbana.